# Adriano de Paiva
Adriano de Paiva (Braga, 1847 – Porto, 1907) è stato un fisico portoghese.

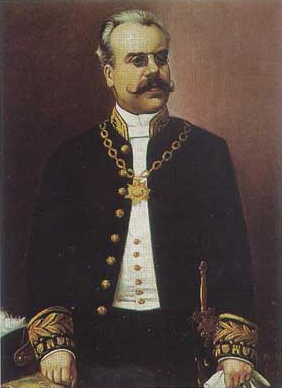
Adriano de Paiva Brandão (Conde de Campo Belo) - José Alberto Nunes

Compì importanti studi sulle caratteristiche fotoelettriche del selenio, e propose un metodo per trasmettere a distanza le immagini, attraverso un apparecchio che definì telectroscopio. Per questo si può definire uno dei pionieri della trasmissione televisiva.
Insegnò alla Academia Politécnica di Porto e pubblicò il trattato La téléscopie électrique che si può ritenere il primo libro sulla tecnica televisiva.